# High-Speed Uplink Packet Access
In telecomunicazioni l'High-Speed Uplink Packet Access (HSUPA)  è un protocollo di accesso dati per le reti di telefonia mobile cellulare appartenente alla famiglia di protocolli HSPA, con una massima velocità nell'invio di dati in upload di 5,76 Mbit/s.

## Descrizione
L'HSUPA è un'evoluzione del sistema di telefonia mobile 3G UMTS, ed inizialmente era indicato come sistema di generazione 3,5G. Oggi questa definizione è caduta in disuso, anche per la recente introduzione delle versioni successive eHSPA o HSPA Evolution e dello standard LTE, pubblicato come standard 3GPP Release 8 e considerato un passo intermedio fra il 3G ed il 4G.
Le specifiche per l'HSUPA sono incluse nello standard Universal Mobile Telecommunications System Release 6 pubblicato dal 3GPP.
Nel 2007 al Mobile World Congress (3GSM World Congress) viene presentato da Huawei l'E270, il primo modem USB dotato di tecnologia HSUPA.

## HSUPA nel mondo
- In Austria, T-Mobile prevede di introdurre l'HSUPA nel 2007 o 2008.
- In Italia, Telecom Italia Mobile ha attivato il servizio nell'Ottobre del 2007; H3G ha presentato una dimostrazione istituzionale nel luglio 2007 e il servizio è in implementazione nelle città di Bergamo, Bologna, Catania, Milano, Napoli, Roma, Torino e nei principali aeroporti nazionali; Wind e Vodafone Italia offrono lo stesso servizio nelle loro reti da diversi anni.
- In Slovenia, Mobitel prevede di introdurre l'HSUPA nel 2007.
- In Sudafrica, Vodacom prevede di introdurre l'HSUPA nel 2007.
- In Corea del Sud, Korea Telecom Freetel (KTF) prevede di introdurre l'HSUPA nel 2007.